# Wallenburg Set
De Wallenburg Set, ook wel bekend als Wallenburg Vier (of Four, zoals in het Engels), is een grote gap. Het is grotendeels van cement gemaakt en ziet eruit als een veel te lange trap met 4 treden. Het is een erg bekende plek voor skateboarders in San Francisco.

In de Baker 2G video, werd de gap voor het eerst ge Fs Flip't (Frontside 180° Kickflip) door Andrew Reynolds. Chris Cole was de eerste om de afstand de 360° flippen, wat gebeurde in de video New Blood, uitgebracht in 2005 door Zero Skateboards.